# 贝丝·施里弗
贝丝·施里弗（英語：Beth Shriever，1999年4月19日—），英国女子自行车运动员，2020年夏季奥林匹克运动会女子小轮车竞速金牌得主、2021年世界小轮车竞速锦标赛女子精英组金牌得主、2023年世界小轮车竞速锦标赛女子精英组金牌得主。